# المحميات الهندية
محميات السكان الأصليين (بالإنجليزية: Indian reservation)(محمية هندية) هي صفة قانونية لمساحة أرض تديرها قبيلة أمريكية من السكان الأصليين تحت مكتب الشؤون الهندية الأمريكي، بدلاً من حكومات الولايات في الولايات المتحدة التي توجد فيها طبيعياً. وترتبط كل من 326 المحميات الهندية في الولايات المتحدة مع أمة معينة. هناك 567 قبيلة معترف بها لكن ليس كل منها لها محمية- بعض القبائل لديها أكثر من محمية، والبعض يتشاركون المحميات، في حين أن البعض الآخر ليس لديهم محميات. بالإضافة إلى ذلك، وبسبب تقسيمات الأرض السابقة، أدى ذلك إلى بيع بعض الأرض لغير الأمريكيين الأصليين، وبعض المحميات مجزأة بشكل كبير، فأصبحت كل قطعة من الأرض سوءا قبلية أو فردية أو للقطاع خاص جيباً منفصلاً. هذا الخليط من العقارات العامة والخاصة يخلق صعوبات إدارية وسياسية وقانونية كبيرة.
المساحة الجغرافية الجماعية لجميع المحميات هي 56200000 فدان (22700000 هكتار، 87800 ميل مربع؛ 227000 كيلو متر مربع) وتعادل في مساحتها ولاية ايداهو. وفي حين أن معظم المحميات صغيرة بالمقارنة مع الولايات الأمريكية، 12 محمية هندية أكبر من ولاية رود آيلاند. أكبر محمية هي محمية شعب نافاجو، المماثلة في الحجم لولاية فرجينيا الغربية. وتوزع المحميات بشكل غير متساو في جميع أنحاء البلاد. الأغلبية هي في الغرب من نهر المسيسيبي وتحتل الأراضي التي كانت محجوزة سابقاً بموجب معاهدة أو «تمنح» من الملكية العامة.
لأن القبائل تمتلك السيادة القبلية - على الرغم من أنها محدودة – لذلك تختلف القوانين على الأراضي القبلية عن المنطقة المحيطة بها. ويمكن أن تسمح هذه القوانين بالكازينوهات القانونية في المحميات، التي تجذب السياح على سبيل المثال لدى المجلس القبلي بشكل عام، وليس الحكومة المحلية أو الاتحادية، سلطة قضائية على المحميات. هناك محميات مختلفة لديها أنظمة حكم مختلفة، التي قد تكون أو لا تكون تكراراً لأشكال الحكم الموجود خارج المحميات. أنشئت معظم محميات الأمريكية الأصلية من قبل الحكومة الاتحادية. وعدد محدود، خاصة في الشرق، ترجع أصولها إلى ملكية الدولة.
اسم «محمية» يأتي من مفهوم القبائل الأمريكية الأصلية كالملكية المستقلة في الوقت الذي تم فيه التصديق على دستور الولايات المتحدة. وهكذا، فإن معاهدات السلام القديمة (في كثير من الأحيان تم توقيعها تحت وطأة التعذيب) الأمر الذي جعل القبائل الأمريكية الأصلية تتنازل عن أجزاء كبيرة من الأراضي إلى الولايات المتحدة وأيضاً قطع الأرض المخصصة للقبائل كمالكين لها، «حموا» أنفسهم بها، لذلك يطلق على هذه القطع اسم «محميات». بقي هذا المصطلح يستخدم حتى بعد أن بدأت الحكومة الاتحادية بترحيل القبائل قسراً لقطع أراضي لم يكن لها ارتباط تاريخي.
غالبية الأمريكيين الأصليين وسكان ألاسكا الأصليين يعيشون في مكان ما غير المحميات، وغالباً في المدن الغربية الكبرى مثل فينيكس ولوس آنجلوس. في 2012 كان هناك أكثر من 2.5 مليون من الأمريكيين الأصليين مع حوالي 1000000 من الذين يعيشون في محميات.

## التاريخ

### الاستعمار وتاريخ الولايات المتحدة القديم
منذ بداية الاستعمار الأوروبي للأمريكتين، قام الأوروبيون في كثير من الأحيان بإزالة السكان الأصليين من أراضيهم التي رغبوا باحتلالها. تنوعت وسائل الاستعمار، بما في ذلك التحركات الطوعية بناءً على الاتفاق المتبادل، والمعاهدات بالإكراه الشديد، والطرد بالقوة والعنف. تسببت إزالة السكان بالعديد من المشاكل مثل فقدان القبائل لسبل العيش بخضوعهم لمنطقة محددة، وحصول المزارعين على أراضٍ غير صالحة للزراعة، والعداء بين القبائل.
في 11 مارس 1824، أسس جون كالهون مكتب الشؤون الهندية (المعروفة الآن باسم مكتب الشؤون الهندية)، كقسم من وزارة الحرب الأمريكية (التي أصبحت الآن وزارة الدفاع)، من أجل حل مشكلة الأرض بـ 38 معاهدة مع قبائل الهنود الحمر.

## انظر أيضأ
- محمية روسبيد